# Contea di Chautauqua (New York)
La contea di Chautauqua (in inglese Chautauqua) è una contea dell'area sud-occidentale dello Stato di New York negli Stati Uniti. Il capoluogo è Mayville.

## Geografia fisica
La contea si trova nell'estremo sud-ovest dello Stato, al confine con la Pennsylvania. A nord-ovest si affaccia sul lago Erie. La contea copre una superficie di 3885 km² di cui oltre il 29% è costituito da acque.
Il territorio è prevalentemente collinare nell'area sud-orientale, per poi degradare progressivamente verso occidente e verso nord. Nell'area centrale è situato il lago Chautauqua. Il confine con la contea di Erie è segnato da Cattaraugus Creek. A est scorre verso sud il Conewango Creek, che nell'area centrale riceve da destra il Cassadaga Creek che ha origine nel lago omonimo. Nell'area occidentale scorre il French Creek. In quest'area è situato il lago Findley. Tra i fiumi che sfociano direttamente nel lago Erie sono da ricordare il Canadaway Creeke il Chautauqua Creek.
Il capoluogo di contea è la cittadina di Mayville posta all'estremità settentrionale del lago Chautauqua. La maggiore città della contea è Jamestown che è situata nell'area sud-orientale. A nord-ovest sulla sponda del lago Erie è situata Dunkirk.

### Contee confinanti
- Contea di Erie - nord-est
- Contea di Cattaraugus - est
- Contea di Warren (Pennsylvania) - sud-est
- Contea di Erie (Pennsylvania) - sud-ovest

## Storia
I primi abitanti del territorio contea furono i nativi della confederazione irochese, gli Eriez. Nel 1679 i francesi navigando sul lago Erie, nel corso della loro ricerca di un passaggio per i fiumi Ohio e Mississippi, sbarcarono sulle coste dell'attuale contea. Quando furono istituite le Province di New York nel 1683 l'area dell'attuale contea faceva parte della contea di Albany. 
La contea fu istituita nel 1808 separando il territorio che ne avrebbe fatto parte dalla contea di Genesee. La contea assunse il nome di Chautauque corretto poi in quello attuale nel 1869. Il nome deriva da una parola dei nativi Seneca.
Nel 1812 alla foce del Canadaway Creek si ebbe uno scontro navale tra le forze inglesi e quelle americane.
Nel 1826 fu fondata l'Università statale di New York a Fredonia. Nel 1874 a Chautauqua venne istituita la Chautauqua Institution che offre sin da allora una sessione estiva di programmi culturali.

## Riserva indiana
Nel nord-est della contea al confine con quella di Erie è situata la riserva indiana Cattaraugus degli indiani Seneca della confederazione irochese.

## Comuni

### Cities
- Jamestown
- Dunkirk

### Towns

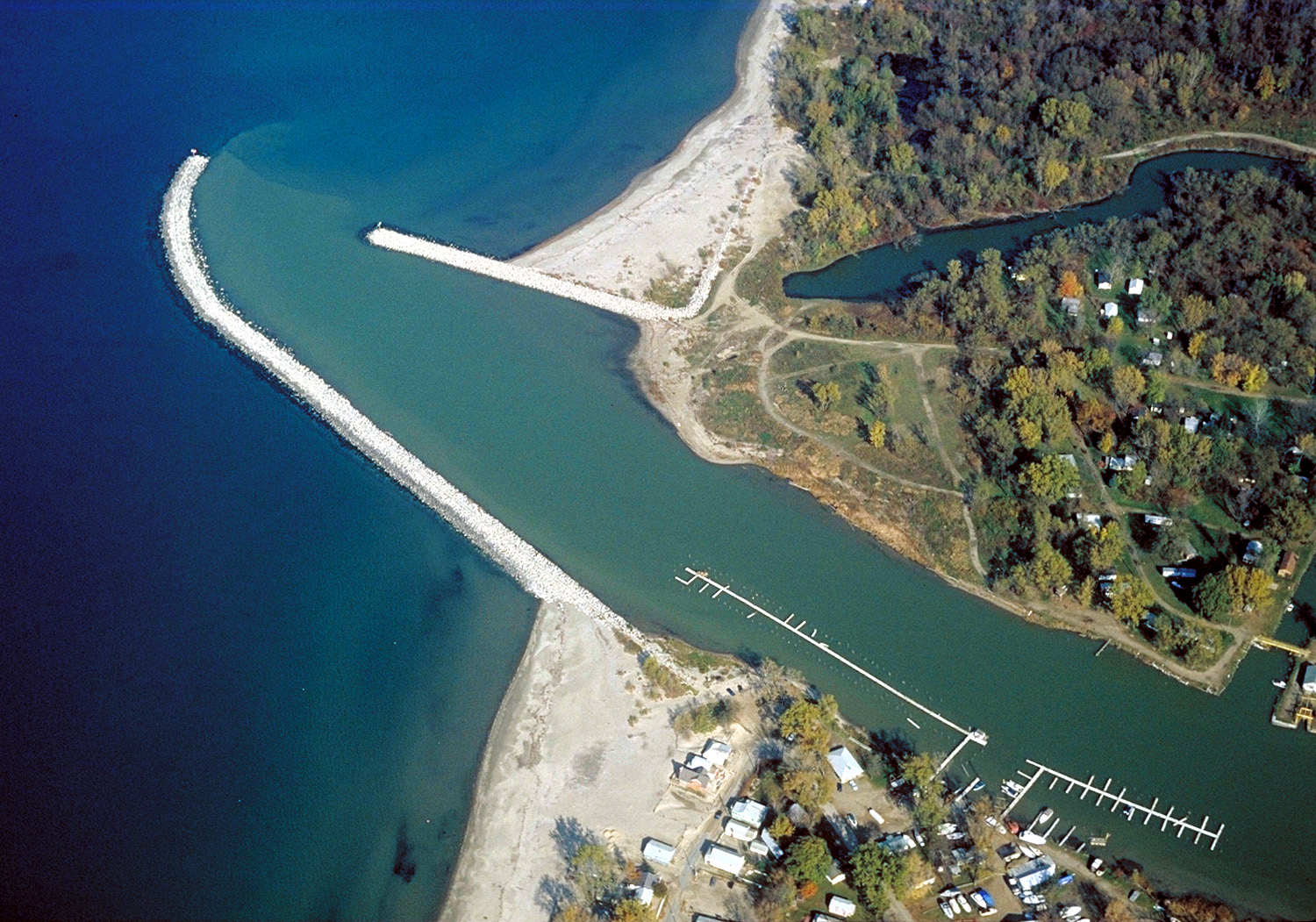
La foce del Cattaraugus Creek nel lago Erie

| - Arkwright - Busti - Carroll - Charlotte - Chautauqua - Cherry Creek - Ellery - Ellicott - Ellington - French Creek - Gerry - Hanover - Harmony - Kiantone - Mina - North Harmony - Poland - Pomfret - Portland - Ripley - Stockton - Westfield |